# Nova Ipixuna
Nova Ipixuna este un oraș în Pará (PA), Brazilia.